# Serrana dos Quilombos (tiểu vùng)
Serrana dos Quilombos là một tiểu vùng thuộc bang Alagoas, Brasil. Tiều vùng này có diện tích 1816 km², dân số năm 2007 là 143270 người.